# Photina gracilis
Photina gracilis är en bönsyrseart som beskrevs av Giglio-tos 1915. Photina gracilis ingår i släktet Photina och familjen Mantidae. Inga underarter finns listade i Catalogue of Life.